# Priapulus tuberculatospinosus
Priapulus tuberculatospinosus är en djurart som tillhör fylumet snabelsäckmaskar, och som beskrevs av Baird 1868. Priapulus tuberculatospinosus ingår i släktet Priapulus och familjen Priapulidae. Inga underarter finns listade i Catalogue of Life.